# シーモン・アスペリン
シーモン・ウーロフ・カール・アスペリン（Simon Olof Karl Aspelin, 1974年5月11日 - ）は、スウェーデン・サルトショーバデン出身の男子プロテニス選手。ダブルスのスペシャリストとして活動し、2007年全米オープン男子ダブルスでユリアン・ノールとペアを組んで優勝。2008年北京五輪男子ダブルスでトーマス・ヨハンソンと組んで銀メダル獲得。彼は普段からダブルスのみに活動を絞り、4大大会の男子シングルスには1度も出場がない。ATPツアーで2007年全米オープンを含むダブルス12勝を挙げた。ダブルスの自己最高ランキングは7位。身長185cm、体重80kg、右利き。日本語では「サイモン・アスペリン」の表記も多く見られる。

## 来歴
アスペリンはジュニア時代から現在に至るまで、ずっと父親のコーチを受けてきた。1993年から1997年までアメリカ合衆国カリフォルニア州マリブ市のペパーダイン大学に在学し、全米大学チャンピオンを経てから、1998年に24歳でプロ入りした。最初の2年間は男子ツアー下部のフューチャーズやチャレンジャーでシングルスもこなしたが、2000年以後はダブルスに専念するようになる。彼の最初期のパートナーは、同じスウェーデンのヨハン・ランスベリであった。2000年2月、ランスベリと組んでオープン13大会でツアー初優勝を果たす。アスペリンとランスベリは年末の男子ツアー最終戦ATPツアー世界選手権にも初出場し、予選総当たり戦を突破して準決勝に進んだ。2001年に男子テニス国別対抗戦デビスカップスウェーデン代表選手に初起用された。
それからしばらく好成績がなかったが、2003年に男子ツアーで2つのタイトルを獲得する。2004年ウィンブルドン選手権男子ダブルスのベスト8進出をきっかけに、アスペリンは大半のトーナメントでトッド・ペリーとペアを組むようになり、2005年にペリーとのペアで年間2勝を挙げた。2005年10月のジャパン・オープン・テニス選手権決勝で鈴木貴男/岩渕聡組と対戦した出来事をきっかけに、アスペリンは日本でも知名度を獲得する。この大会のダブルスは、1セットを4ゲーム先取する変則的な方式で行われ、アスペリンとペリーは4-5(3), 4-5(13)のスコアで日本ペアに敗れた。アスペリンとペリーは、2006年10月のパリ・マスターズを最後にペアを解消した。
2007年全米オープンで、アスペリンはユリアン・ノールとペアを組み、33歳にして4大大会男子ダブルス初優勝を飾った。2人は決勝でのルーカス・ドロウヒー/パベル・ビズネル組を7-5, 6-4のストレートで倒した。全米オープン優勝直後、デビスカップ2007ワールドグループ準決勝対アメリカ戦で、アスペリンは初めてシングルス戦に出場した。すでにスウェーデン代表の敗戦が決まった後の消化試合だったが、彼は8年ぶりのシングルスでジェームズ・ブレークに1-6, 3-6で敗れた。2008年北京五輪男子ダブルスで、アスペリンはトーマス・ヨハンソンと組んで銀メダルを獲得する。2人は決勝でスイスのロジャー・フェデラー/スタニスラス・ワウリンカ組に3-6, 4-6, 7-6, 3-6のスコアで敗れた。
アスペリンは2011年7月、地元のスウェーデン・オープンダブルス準優勝を最後に37歳で現役を引退した。

## ATPツアー決勝進出結果

### ダブルス: 33回 (12勝21敗)
| 結果   | No. | 決勝日         | 大会                 | サーフェス        | パートナー                   | 対戦相手                                                | スコア                  |
| ------ | --- | -------------- | -------------------- | ----------------- | ---------------------------- | ------------------------------------------------------- | ----------------------- |
| 優勝   | 1.  | 2000年2月7日   | マルセイユ           | ハード (室内)     | ヨハン・ランスベリ           | フアン・イグナシオ・カラスコ ハイロ・ベラスコ・ジュニア | 7–6(7–2), 6–4           |
| 準優勝 | 1.  | 2001年7月15日  | ボースタード         | クレー            | アンドリュー・クラッツマン   | カールステン・ブラーシュ イェンス・クニプシルト         | 6–7(3–7), 6–4, 6–7(5–7) |
| 準優勝 | 2.  | 2001年7月29日  | キッツビュール       | クレー            | アンドリュー・クラッツマン   | アレックス・コレチャ ルイス・ロボ                       | 3–6, 6–4, 3–6           |
| 準優勝 | 3.  | 2002年2月24日  | ブエノスアイレス     | クレー            | アンドリュー・クラッツマン   | ガストン・エトリス マルティン・ロドリゲス               | 6–3, 3–6, [4–10]        |
| 準優勝 | 4.  | 2002年4月14日  | エストリル           | クレー            | アンドリュー・クラッツマン   | カールステン・ブラーシュ アンドレイ・オルホフスキー     | 3–6, 3–6                |
| 優勝   | 2.  | 2003年5月19日  | ザンクト・ペルテン   | クレー            | マッシモ・ベルトリーニ       | サルギス・サルグシアン ネナド・ジモニッチ               | 6–4, 6–7(8–10), 6–3     |
| 優勝   | 3.  | 2003年7月7日   | ボースタード         | クレー            | マッシモ・ベルトリーニ       | ルーカス・アーノルド・カー マリアノ・フッド             | 6–7(3–7), 6–0, 6–4      |
| 準優勝 | 5.  | 2003年9月14日  | ブカレスト           | クレー            | ジェフ・クッツェー           | カールステン・ブラーシュ サルギス・サルグシアン         | 6–7(7–9), 2–6           |
| 準優勝 | 6.  | 2004年7月11日  | ボースタード         | クレー            | トッド・ペリー               | マヘシュ・ブパシ ヨナス・ビョルクマン                   | 6–4, 6–7(2–7), 6–7(6–8) |
| 準優勝 | 7.  | 2004年7月17日  | シュトゥットガルト   | クレー            | トッド・ペリー               | イジー・ノバク ラデク・ステパネク                       | 2–6, 4–6                |
| 準優勝 | 8.  | 2005年1月9日   | アデレード           | ハード            | トッド・ペリー               | グザビエ・マリス オリビエ・ロクス                       | 6–7(5–7), 4–6           |
| 準優勝 | 9.  | 2005年1月17日  | オークランド         | ハード            | トッド・ペリー               | イブ・アレグロ ミヒャエル・コールマン                   | 4–6, 6–7(4–7)           |
| 優勝   | 4.  | 2005年2月6日   | デルレイビーチ       | ハード            | トッド・ペリー               | ジョーダン・カー ジム・トーマス                         | 6–3, 6–3                |
| 優勝   | 5.  | 2005年2月14日  | メンフィス           | ハード (室内)     | トッド・ペリー               | ボブ・ブライアン マイク・ブライアン                     | 6–4, 6–4                |
| 準優勝 | 10. | 2005年6月20日  | ノッティンガム       | 芝                | トッド・ペリー               | ジョナサン・エルリック アンディ・ラム                   | 6–4, 3–6, 5–7           |
| 準優勝 | 11. | 2005年7月25日  | インディアナポリス   | ハード            | トッド・ペリー               | ポール・ハンリー グレイドン・オリバー                   | 2–6, 1–3 途中棄権       |
| 準優勝 | 12. | 2005年10月10日 | 東京                 | ハード            | トッド・ペリー               | 岩渕聡 鈴木貴男                                         | 4–5(3–7), 4–5(13–15)    |
| 準優勝 | 13. | 2006年1月14日  | オークランド         | ハード            | トッド・ペリー               | アンドレイ・パベル ロヒール・ワッセン                   | 2–6, 7–5, [4–10]        |
| 優勝   | 6.  | 2006年10月23日 | サンクトペテルブルク | カーペット (室内) | トッド・ペリー               | ユリアン・ノール ユルゲン・メルツァー                   | 6–1, 7–6(7–3)           |
| 準優勝 | 14. | 2007年1月14日  | オークランド         | ハード            | クリス・ハガート             | ジェフ・クッツェー ロヒール・ワッセン                   | 7–6(11–9), 3–6, [2–10]  |
| 優勝   | 7.  | 2007年5月26日  | ペルチャッハ         | クレー            | ユリアン・ノール             | レオシュ・フリードル ダビド・シュコッホ                 | 7–6(8–6), 5–7, [10–5]   |
| 優勝   | 8.  | 2007年6月17日  | ハーレ               | 芝                | ユリアン・ノール             | ファブリス・サントロ ネナド・ジモニッチ                 | 6–4, 7–6(7–5)           |
| 優勝   | 9.  | 2007年7月15日  | ボースタード         | クレー            | ユリアン・ノール             | マルティン・ガルシア セバスティアン・プリエト           | 6–2, 6–4                |
| 優勝   | 10. | 2007年9月8日   | 全米オープン         | ハード            | ユリアン・ノール             | ルーカス・ドロウヒー パベル・ビズネル                   | 7–5, 6–4                |
| 準優勝 | 15. | 2007年11月17日 | 上海                 | ハード (室内)     | ユリアン・ノール             | マーク・ノールズ ダニエル・ネスター                     | 2–6, 3–6                |
| 準優勝 | 16. | 2008年8月17日  | 北京五輪             | ハード            | トーマス・ヨハンソン         | ロジャー・フェデラー スタニスラス・ワウリンカ           | 3–6, 4–6, 7–6(7–4), 3–6 |
| 準優勝 | 17. | 2009年4月11日  | カサブランカ         | クレー            | ポール・ハンリー             | ルカシュ・クボット オリバー・マラチ                     | 6–7(4–7), 6–3, [6–10]   |
| 準優勝 | 18. | 2009年5月17日  | マドリード           | クレー            | ウェスリー・ムーディ         | ダニエル・ネスター ネナド・ジモニッチ                   | 4–6, 4–6                |
| 優勝   | 11. | 2009年7月26日  | ハンブルク           | クレー            | ポール・ハンリー             | マルセロ・メロ フィリップ・ポラーシェク                 | 6–3, 6–3                |
| 準優勝 | 19. | 2009年10月25日 | ストックホルム       | ハード (室内)     | ポール・ハンリー             | ブルーノ・ソアレス ケビン・ウリエット                   | 4–6, 6–7(4–7)           |
| 準優勝 | 20. | 2010年2月14日  | ロッテルダム         | ハード (室内)     | ポール・ハンリー             | ダニエル・ネスター ネナド・ジモニッチ                   | 4–6, 6–4, [7–10]        |
| 優勝   | 12. | 2010年2月27日  | ドバイ               | ハード            | ポール・ハンリー             | ルーカス・ドロウヒー リーンダー・パエス                 | 6–2, 6–3                |
| 準優勝 | 21. | 2011年7月17日  | ボースタード         | クレー            | アンドレアス・シーエストロム | ロベルト・リンドステット ホリア・テカウ                 | 3–6, 3–6                |